# Tholu Bommalata

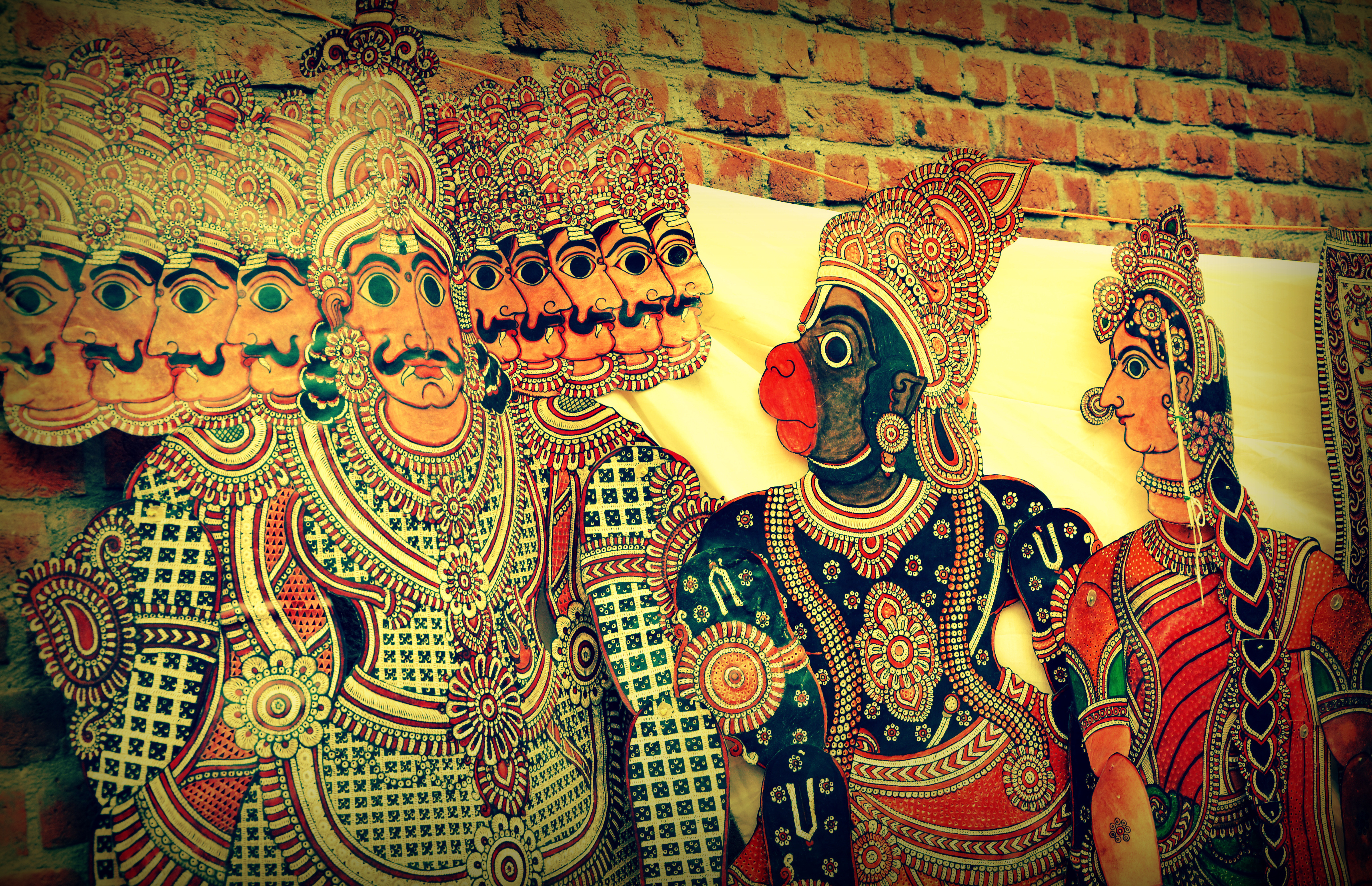
Marionnettes de Tholu Bommalata représentant Hanoumân et Ravana à Dilli Haat

Le Tholu Bommalata (qui signifierait la danse des poupées de cuir) est un théâtre d'ombres spécifique à l'État de l'Andhra Pradesh en Inde. Il met en scène des épopées hindoues telles que le Râmâyana et le Mahâbhârata.

## Description
Le Tholu Bommalata est un mélange de manipulation par les fils et par les tiges. Lors d'un spectacle, chaque marionnette est manipulée par une personne différente à l'aide d'une tige de bambou. Les plus grandes marionnettes peuvent avoir jusqu'à 13 parties mobiles.
Les cuirs utilisés sont de chèvres. Il y eut une époque où étaient utilisés des cuirs de cerfs pour les marionnettes représentant les Dieux, mais cette pratique n'est plus suivie.
Concurrencés par d'autres formes culturelles et sur le déclin, certains artistes faisant du Tholu Bommalata se sont mis à confectionner des abat-jours, toujours pour conter le Râmâyana et d'autres épopées.

## Divers
Le Brander Matthews Dramatic Museum possède 23 marionnettes de Tholu Bommalata.